# Marc Broussard
Marc Broussard (Carencro, 14 januari 1982) is een Amerikaanse zanger en liedjesschrijver.
Zijn stijl is het best te omschrijven als een mix van soul, rhythm-and-blues, rock en pop. Broussard is in Nederland vooral bekend met zijn single Come in from the cold. In 2023 had hij een samenwerking met de Nederlandse zanger Alain Clark met het nummer Friend.

## Discografie

### Albums
| Album met eventuele hitnotering(en) in de Nederlandse Album Top 100 | Datum van verschijnen | Datum van binnenkomst | Hoogste positie | Aantal weken | Opmerkingen |
| ------------------------------------------------------------------- | --------------------- | --------------------- | --------------- | ------------ | ----------- |
| Momentary Setback                                                   | 2002                  | -                     |                 |              |             |
| Carencro                                                            | 2004                  | -                     |                 |              |             |
| S.O.S - Save our soul                                               | 2007                  | 02-02-2008            | 34              | 9            |             |
| Keep coming back                                                    | 2009                  | 04-04-2009            | 88              | 1            |             |
| Marc Broussard                                                      | 2011                  | -                     |                 |              |             |
| Life Worth Living                                                   | 2014                  | -                     |                 |              |             |
| Magnolias & Mistletoe                                               | 2015                  | -                     |                 |              |             |
| S.O.S. 2: Save Our Soul: Soul on a Mission                          | 2016                  | -                     |                 |              |             |
| Easy to Love                                                        | 2017                  | -                     |                 |              |             |
| S.O.S. 3: A Lullaby Collection                                      | 2019                  | -                     |                 |              |             |
| S.O.S. 4: Blues For Your Soul                                       | 2023                  | -                     |                 |              |             |

### Singles
| Single met eventuele hitnotering(en) in de Nederlandse Top 40 | Datum van verschijnen | Datum van binnenkomst | Hoogste positie | Aantal weken | Opmerkingen     |
| ------------------------------------------------------------- | --------------------- | --------------------- | --------------- | ------------ | --------------- |
| Come in from the cold                                         | 2008                  | 16-02-2008            | tip12           | -            |                 |
| Friend                                                        | 2023                  | -                     |                 |              | met Alain Clark |